# Ilkley
Ilkley är en stad och civil parish i grevskapet West Yorkshire i England. Staden ligger i distriktet Bradford vid floden Wharfe i Wharfedale, cirka 15 kilometer norr om Bradford och cirka 23 kilometer nordväst om Leeds. Tätorten (built-up area) hade 14 809 invånare vid folkräkningen år 2011.
Under romartiden fanns det ett fort i staden. Skådespelaren Georgie Henley är född i Ilkley.